# Вторая книга джунглей
«Вторая кни́га джу́нглей» (англ. The Second Jungle Book) — продолжение книги «Книга джунглей» Редьярда Киплинга. Впервые книга издана в 1895 году, в ней пять историй о Маугли и три истории, не связанные с основным сюжетом. Главные герои — животные и Маугли.
Все истории были ранее опубликованы в журналах в 1894—1895 годах.

## Рассказы
- «Как в джунгли пришёл страх»
- «Чудо Пурун Бхагата»
- «Нашествие джунглей»
- «Могильщики»
- «Королевский анкас»
- «Квикверн»
- «Рыжие собаки»
- «Весенний бег»

## Стихи и Песни
- «Закон джунглей»
- «Песня Кабира»
- «Песня Маугли против людей»
- «Песня маленького охотника»
- «Песня ребенка»
- «Утсонг»

## Персонажи
- Маугли — человеческий ребёнок, воспитанный волками.
- Волк-отец — приёмный отец Маугли.
- Ракша — волчица, приёмная мать Маугли.
- Манг — нетопырь или просто летучая мышь.
- Багира — пантера (чёрный леопард), друг Маугли.
- Балу — медведь, воспитатель волчат, друг Маугли.
- Каа — питон, друг Маугли.
- Шер-Хан – бенгальский тигр, главный враг Маугли.
- Табаки — шакал, враг Маугли.
- Акела — вожак волчьей стаи, друг Маугли.
- Белый Капюшон, или Отец кобр — старая особь индийской кобры, охраняющая драгоценности в заброшенной сокровищнице древнего города.
- Рыжие псы — стая красных волков, враги Маугли.
- Икки — дикобраз.
- Хатхи — слон.
- Серый Брат — сын Ракши, вместе с которым рос Маугли.
- Джакала – крокодил.
- Ко — ворона.